# Egyed-Rábacsanak vasútállomás
Egyed-Rábacsanak vasútállomás egy Győr-Moson-Sopron vármegyei vasútállomás a MÁV üzemeltetésében. A két névadó település, Egyed és  Rábacsanak központjától közel azonos távolságra, nagyjából 2-2 kilométerre helyezkedik el, a községhatár közelében, de teljesen rábacsanaki területen. A 8419-es út vasúti keresztezésének déli oldalán található, közvetlen közúti elérését a 84 311-es számú mellékút biztosítja.

## Vasútvonalak
Az állomást az alábbi vasútvonalak érintik:
- Pápa–Csorna-vasútvonal

## Kapcsolódó állomások
A vasútállomáshoz az alábbi állomások vannak a legközelebb:
- Rábapordány megállóhely (Pápa–Csorna-vasútvonal)
- Szany-Rábaszentandrás vasútállomás (Pápa–Csorna-vasútvonal)

## Forgalom
| Járat        | Útvonal | Gyakoriság   |
| ------------ | --- | ------------ |
| személyvonat | Csorna – Rábapordány – Egyed-Rábacsanak – Szany-Rábaszentandrás – Rábahíd – Marcaltő – Nemesgörzsöny – Pápa | Napi 2-3 pár |
| személyvonat | Csorna – Rábapordány – Egyed-Rábacsanak – Szany-Rábaszentandrás                                             | Napi 2 pár   |

## Története
A vasútállomáson eredetileg harmadosztályú felvételi épület létesült, ezáltal az állomás felépítése a marcaltőihez és a rábapordányihoz volt hasonló. Az emeleti traktus azonban valamikor az 1990-es évek elején, egy tűzesetben leégett, ami miatt az épület lényegében elvesztette harmadosztályú besorolását. 2009 márciusában a fenntartó MÁV – az önkormányzatoktól érkezett tiltakozások ellenére – mind a felvételi épület tetőzetét, mind annak hátsó két helyiségét lebontatta. Elbontották az áruraktárat is, korábbi elhelyezkedésére azóta már csak a rakodórámpa helye alapján lehet következtetni.
2007. március 3-tól – a lecsökkent személyforgalomra hivatkozva – az állomást érintő vasútvonalon leállították a személyszállító vonatok közlekedését, de 2010. július 4. óta újra járnak személyvonatok a vonalon. Az állomás kedvező adottsága, hogy a területén fűthető, rugós váltókat rendszeresítettek, ami a szolgálat hiánya mellett is lehetővé teszi vonatkeresztezések biztonságos lebonyolítását.

## Képgaléria

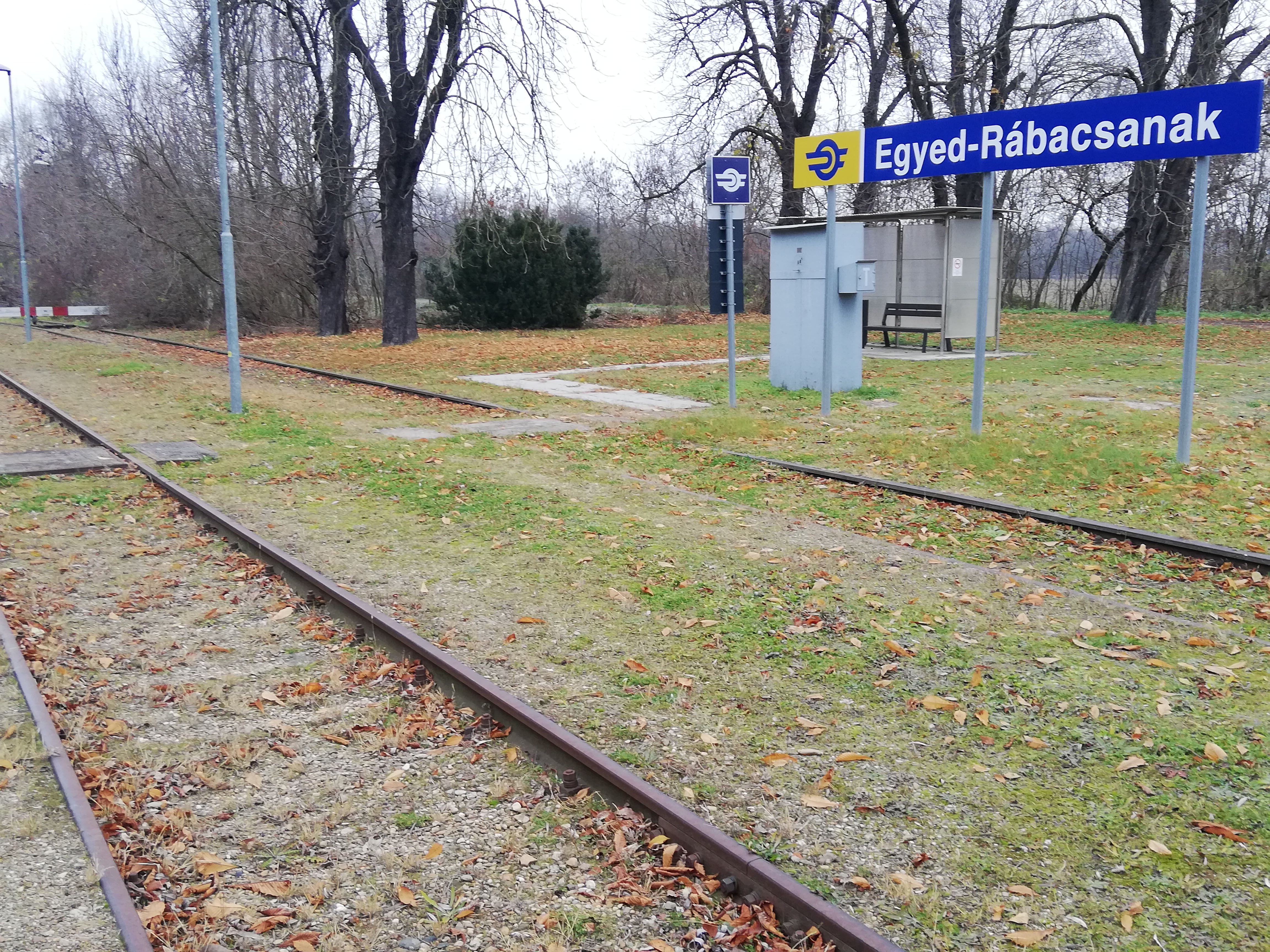
Egyed-Rábacsanak vasútállomás
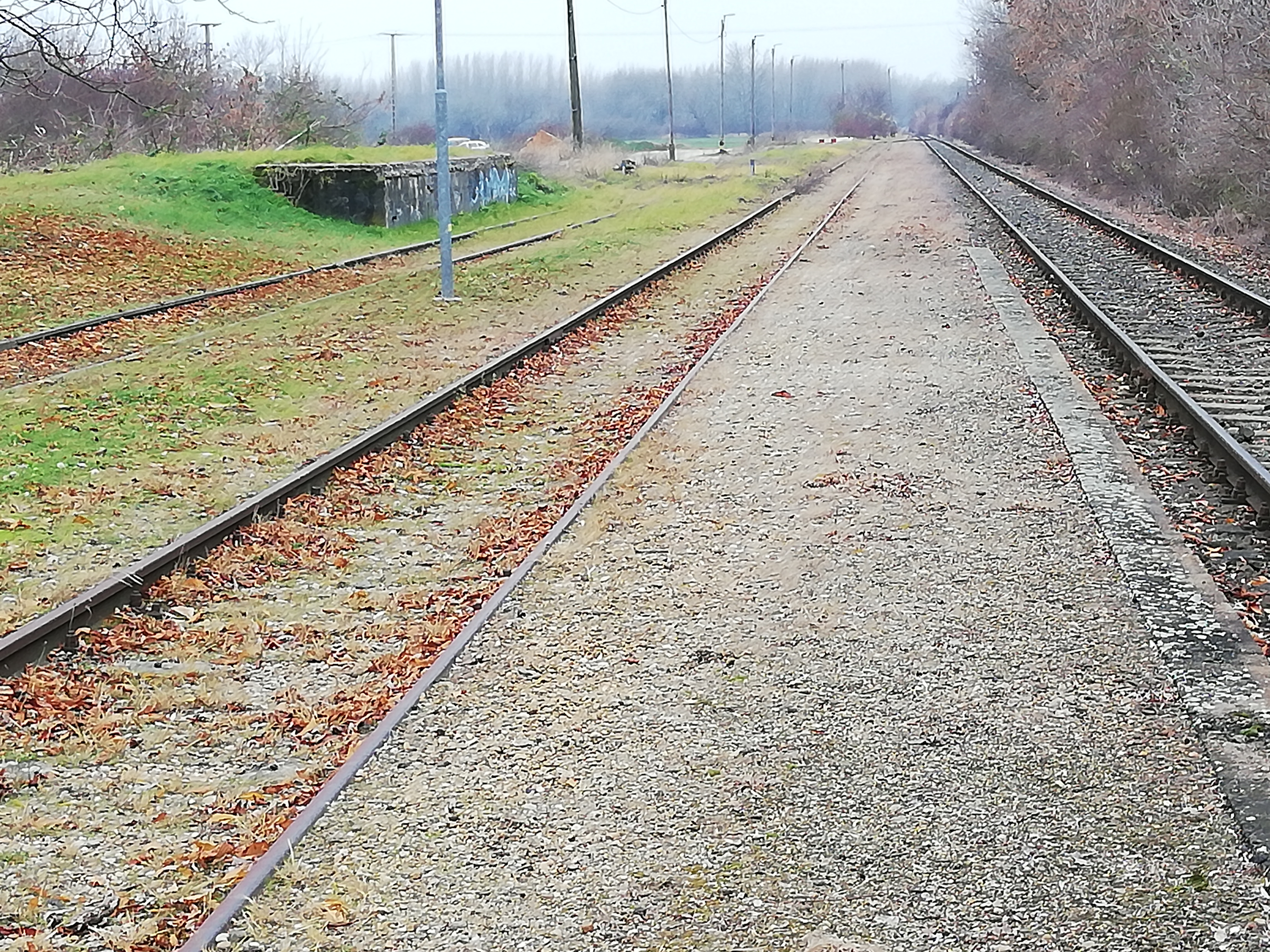
Egyed-Rábacsanak vasútállomás dél felé nézve
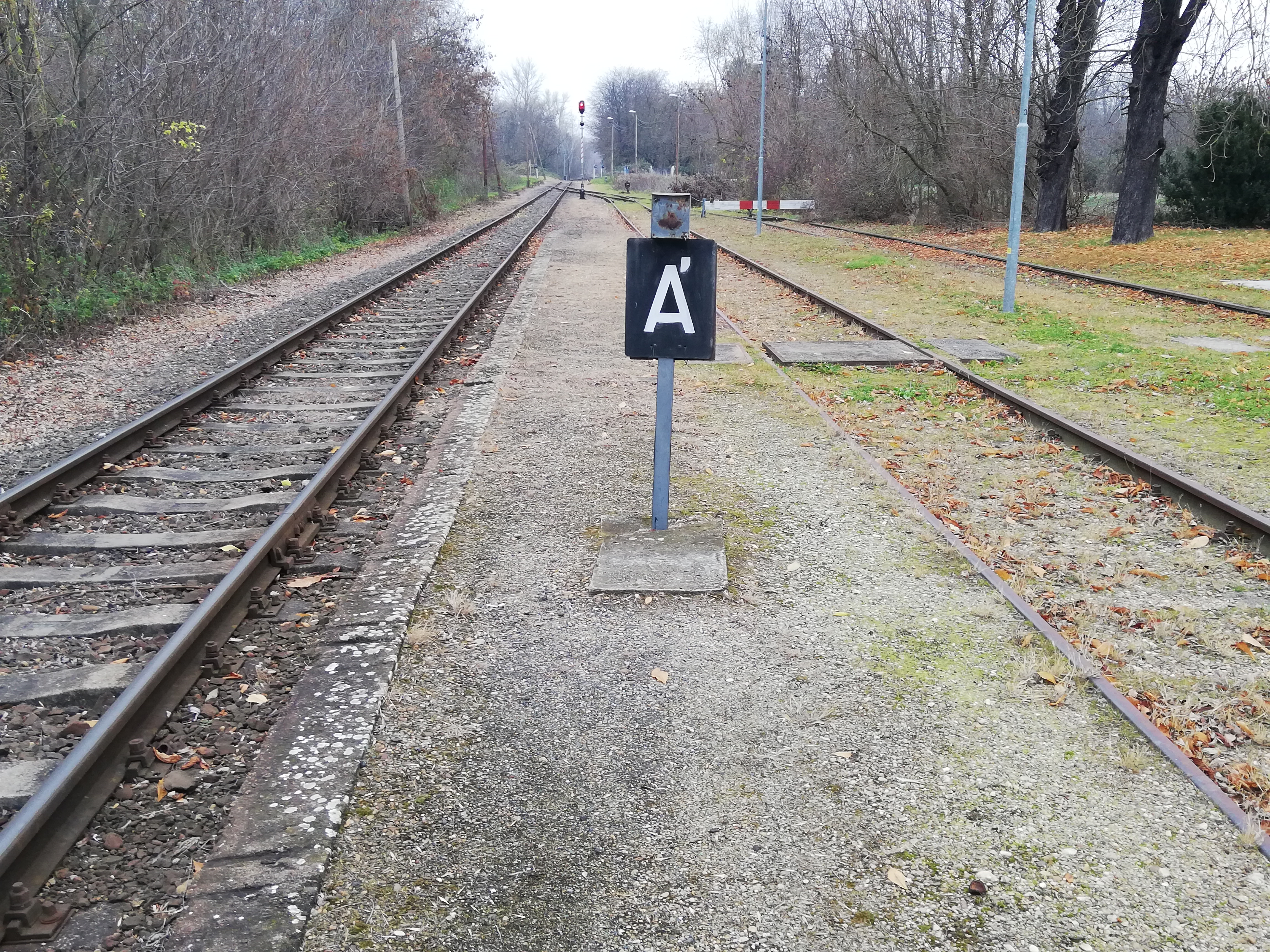
Egyed-Rábacsanak vasútállomás észak felé nézve
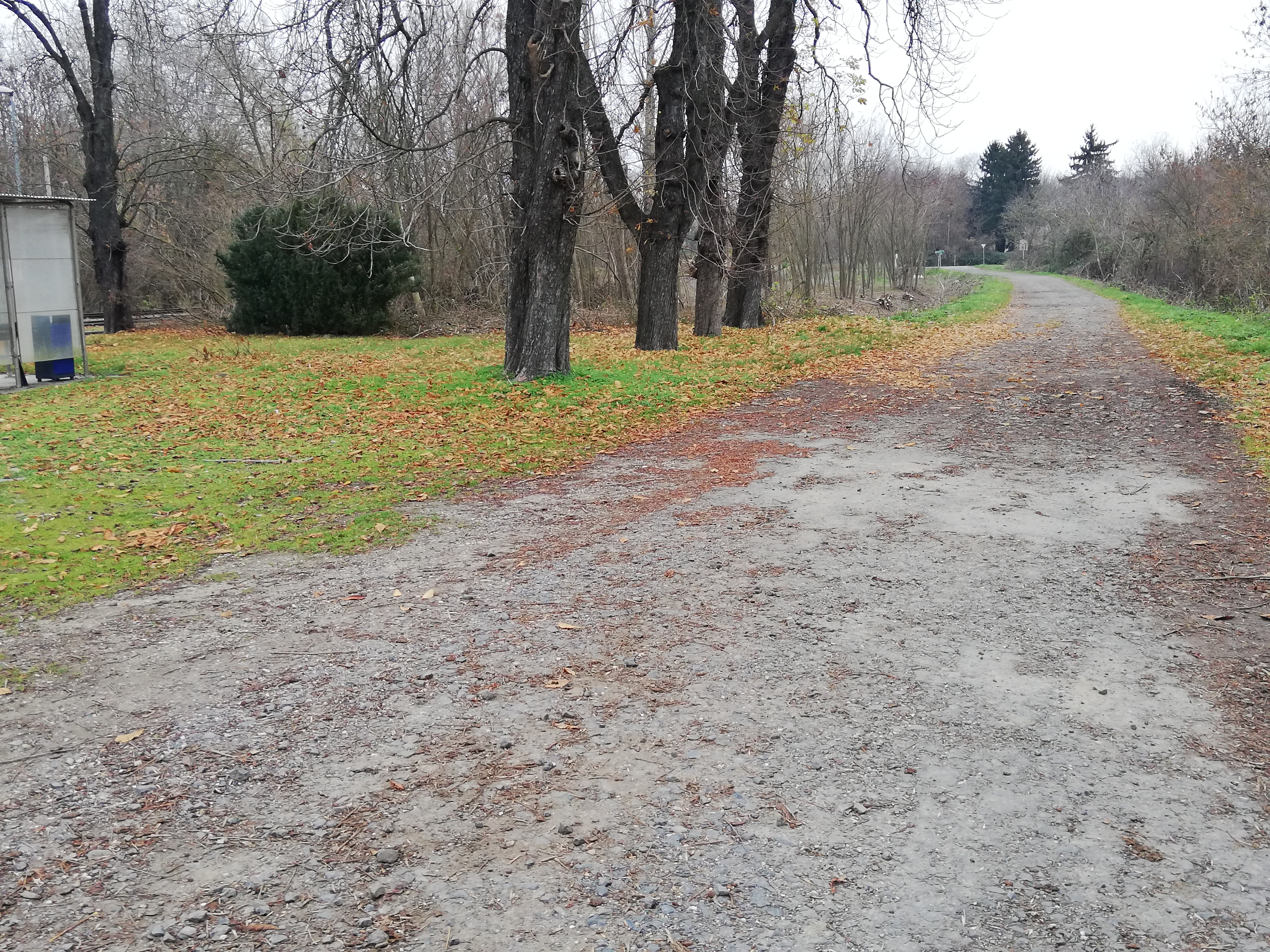
Egyed-Rábacsanak vasútállomás bejárati út
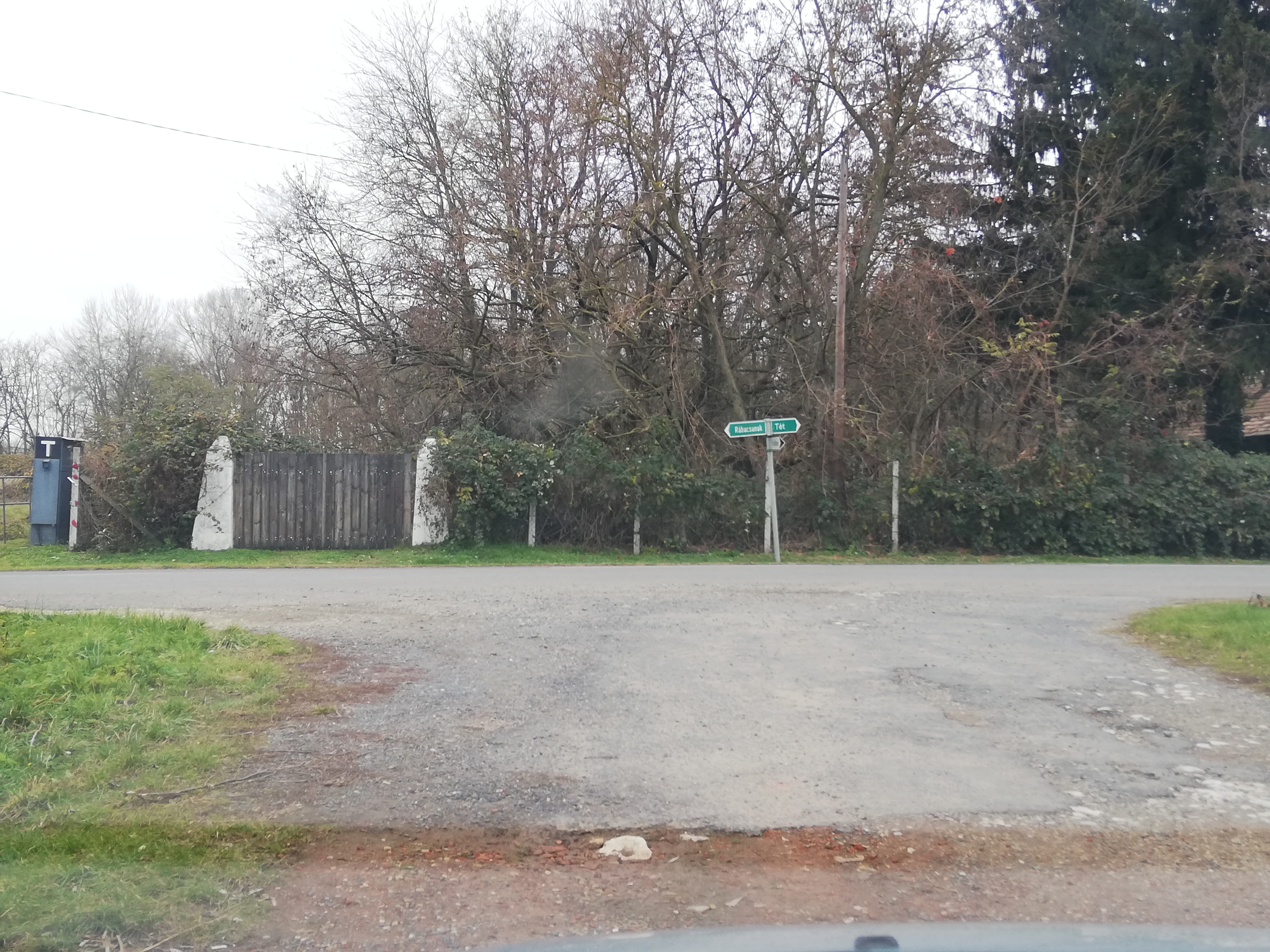
A 8419-es út Egyed-Rábacsanak vasútállomás bekötőútja felől nézve